# Gerrie Mühren
Gerardus ("Gerrie") Dominicus Hyacinthus Maria Mühren, apodado El mariscal, (Volendam, 2 de febrero de 1946 - Volendam, 19 de septiembre de 2013) fue un futbolista neerlandés. Disputó diez partidos con la Selección de fútbol de los Países Bajos, haciendo su debut el 5 de noviembre de 1969.

## Biografía
Ganó tres Copas de Europa con el Ajax Ámsterdam en los años 1970 después de haber empezado su carrera en el FC Volendam. Jugó en el Ajax desde 1968 hasta 1976 y después jugó en el Real Betis Balompié y en el Seiko de Hong Kong. Su hermano menor, Arnold Mühren, jugó también con la selección, con el Ipswich Town, Manchester United y Ajax Ámsterdam.

## Clubes
| Club                | País         | Año       |
| ------------------- | ------------ | --------- |
| FC Volendam         | Países Bajos | 1963–1968 |
| Ajax Ámsterdam      | Países Bajos | 1968–1976 |
| Real Betis Balompié | España       | 1976–1978 |
| FC Volendam         | Países Bajos | 1979–1980 |
| MVV Maastricht      | Países Bajos | 1980–1981 |
| Seiko SA            | Hong Kong    | 1981–1983 |
| DS'79               | Países Bajos | 1983–1984 |
| FC Volendam         | Países Bajos | 1984–1985 |

## Palmarés

### Torneos locales
| Título                   | Club                | País         | Año     |
| ------------------------ | ------------------- | ------------ | ------- |
| Eerste Divisie           | FC Volendam         | Países Bajos | 1966-67 |
| Eredivisie               | AFC Ajax            | Países Bajos | 1969-70 |
| Copa de los Países Bajos | AFC Ajax            | Países Bajos | 1969-70 |
| Copa de los Países Bajos | AFC Ajax            | Países Bajos | 1970-71 |
| Copa de los Países Bajos | AFC Ajax            | Países Bajos | 1971-72 |
| Eredivisie               | AFC Ajax            | Países Bajos | 1971-72 |
| Eredivisie               | AFC Ajax            | Países Bajos | 1972-73 |
| Copa del Rey             | Real Betis Balompié | España       | 1976-77 |
| Primera División         | Seiko SA            | Hong Kong    | 1981-82 |
| Primera División         | Seiko SA            | Hong Kong    | 1982-83 |

### Torneos internacionales
| Título                       | Club     | País      | Año  |
| ---------------------------- | -------- | --------- | ---- |
| Liga de Campeones de la UEFA | AFC Ajax | Londres   | 1971 |
| Liga de Campeones de la UEFA | AFC Ajax | Róterdam  | 1972 |
| Supercopa de Europa          | AFC Ajax | Ámsterdam | 1972 |
| Copa Intercontinental        | AFC Ajax | Ámsterdam | 1972 |
| Liga de Campeones de la UEFA | AFC Ajax | Belgrado  | 1973 |
| Supercopa de Europa          | AFC Ajax | Ámsterdam | 1973 |